# 负核糖病毒门
负核糖病毒门（学名：Negarnaviricota）是正核糖病毒界下的一个门。

## 下属分类
本科包括以下属：
- 春秋病毒纲 Chunqiuviricetes
- 艾略特病毒纲 Ellioviricetes
- 流感病毒纲 Insthoviricetes
- 米尔恩病毒纲 Milneviricetes
- 单荆病毒纲 Monjiviricetes
- 允常病毒纲 Yunchangviricetes